# 187P/LINEAR
187P/LINEAR è una cometa periodica appartenente alla famiglia delle comete gioviane; la cometa è stata scoperta il 12 maggio 1999, la sua riscoperta il 9 marzo 2007 ha permesso di numerarla. Unica particolarità di questa cometa è di avere una piccola MOID di sole 0,220 UA col pianeta Giove, la cometa passerà il 19 gennaio 2073 a sole 0,356 UA da Giove: in futuro questi passaggi determineranno un cambiamento di orbita della cometa.